# Rinnovamento Meiji
Il rinnovamento Meiji, altrimenti detto rivoluzione Meiji o restaurazione Meiji, fu il radicale cambiamento nella struttura sociale e politica del Giappone che riconsegnò il potere all'imperatore dopo secoli di dominio degli shōgun. Con tale espressione si intendono in senso stretto gli avvenimenti che ebbero luogo tra il 1866 e il 1869, tra la fine del periodo Edo (detto anche epoca del tardo shogunato Tokugawa) e l'inizio del periodo Meiji. Questo periodo portò all'abolizione del bakufu, il governo shogunale con sede a Edo e alla restaurazione del potere imperiale.

## Storia

### Antefatti e influenza straniera
Prima dell'arrivo nella baia di Edo dell'ammiraglio americano Matthew Perry e delle sue "navi nere" nel 1853, il Giappone era un paese isolazionista e geograficamente isolato dal mondo esterno. Ai giapponesi era severamente proibito viaggiare all'esterno dei confini nazionali, e i pochi scambi culturali e commerciali con gli stranieri, cinesi e olandesi, erano permessi solamente nel porto di Nagasaki, sotto lo stretto controllo delle autorità shogunali. Dal punto di vista politico il paese era diviso in domini feudali (han) governati in maniera autocratica dai daimyō, che però dipendevano dallo Shōgun, il quale aveva poteri assoluti sopra la loro carica. La società civile, d'altro canto, era cristallizzata secondo la tradizionale stratificazione confuciana, in quattro ordini. Al vertice erano i samurai o bushi (i guerrieri diventati in epoca Edo burocrati), successivamente venivano i contadini, rispettati in quanto produttori per eccellenza, ma tenuti in miseria; quindi gli artigiani e infine i disprezzati mercanti. L'appartenenza a un ordine era di natura ascrittiva (per nascita) e non si poteva acquistarne un altro. Sotto l'apparente immobilismo tuttavia il paese era da un paio d'anni in fermento.
L'arrivo di Perry e della sua flotta fece scoppiare una crisi che era latente nella società giapponese, smascherando le contraddizioni del sistema politico e socioeconomico.

### L'inizio del movimento

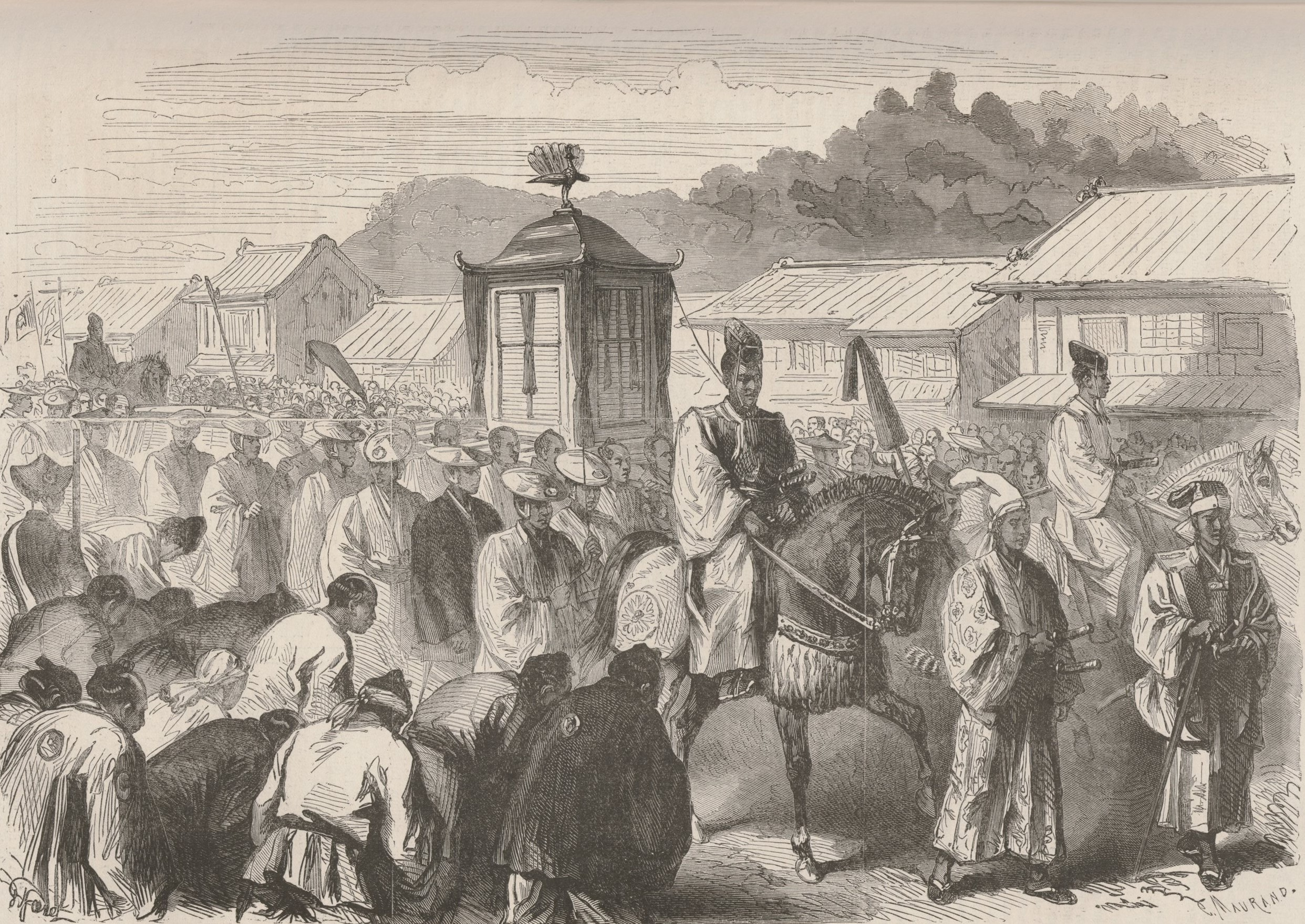
L'Imperatore Meiji che lascia Kyoto per trasferirsi a Tokyo alla fine del 1868

La formazione dell'alleanza Satcho nel 1866 tra Saigō Takamori, del feudo di Satsuma, e Kido Kōin (1833–1877), del feudo di Chōshū, segnò l'inizio del rinnovamento Meiji. Questa alleanza si fece sostenitrice della causa imperiale contro lo Shogunato Tokugawa (徳川幕府?, Tokugawa bakufu, 1603-1868), che controllava il paese dal 1603.
Il bakufu Tokugawa ebbe ufficialmente fine il 9 novembre 1867, quando il quindicesimo shogun Tokugawa Yoshinobu "consegnò i propri poteri nelle mani dell'imperatore" e si dimise dalla carica dieci giorni più tardi. Era l'effettiva restituzione del potere al sovrano, Yoshinobu abbandonò la scena politica, ma le forze fedeli allo shogunato si rifiutarono di cedere le armi.
Poco dopo, nel gennaio 1868, cominciò la guerra Boshin (guerra dell'anno del drago) con la battaglia di Toba-Fushimi, alla periferia di Kyoto, in cui l'esercito comandato dai signori di Chōshū e Satsuma sconfisse quello delle forze lealiste dello Shogunato. Queste ultime subirono una serie di altre sconfitte sia in battaglie campali, sia in quelle navali. Quanto restava delle forze dello shogun si ritirò verso la fine del 1868 in Hokkaidō, al comando del comandante della marina militare Enomoto Takeaki (1836-1908), che fondò la Repubblica di Ezo. Il nuovo Stato ebbe vita breve: nel maggio 1869, con la battaglia di Hakodate, le truppe dello shogunato furono assediate nella loro roccaforte e dovettero capitolare.

La resa rappresentò la fine dello shogunato e del suo regime feudale. Il 3 gennaio del 1869, dopo la fuga in Hokkaido delle truppe dello shogunato, l'imperatore Mutsuhito proclamò ufficialmente la restaurazione del potere imperiale con il seguente comunicato: 
(3 gennaio 1869, Meiji)
I capi del rinnovamento Meiji dichiaravano di aver agito soltanto nell'interesse del potere imperiale, ma ciò non era del tutto vero. Il potere passò dallo Shogunato Tokugawa a una nuova oligarchia formata da nobili della corte imperiale e da esponenti dei feudi che avevano sostenuto il rinnovamento, in particolare provenienti da Satsuma (Ōkubo Toshimichi e Saigō Takamori) e di Chōshū (Itō Hirobumi, Yamagata Aritomo, e Kido Kōin), ma anche da Hizen e da Tosa; gli uomini appartenenti a questa ristretta cerchia, successivamente ribattezzati con il termine genrō, pur mirando all'emancipazione del Giappone dalle potenze occidentali, si fecero promotori di un processo di riforma ispirato proprio ai sistemi statuali occidentali che, soprattutto grazie all'apporto di Hirobumi Ito, culminò con l'adozione di una costituzione, la prima costituzione intesa in senso moderno in Asia, la quale sul modello prussiano garantiva al sovrano vastissimi poteri politici e militari. Anche il sistema educativo fu profondamente riformato.

#### Politica estera

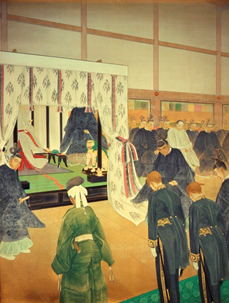
Ricevimento di Dirk de Graeff van Polsbroek e Léon Roches all'Imperatore Meiji

Il 23 marzo 1868, l'imperatore Meiji ricevette a Edo (poi Tokyo) il diplomatico olandese Dirk de Graeff van Polsbroek e il diplomatico francese Léon Roches come primi inviati europei nella storia giapponese. Questo evento gettò le basi per la (moderna) diplomazia olandese in Giappone. De Graeff van Polsbroek consigliò quindi l'imperatore e il governo nelle trattative con i rappresentanti delle maggiori potenze europee. 

## I capi
Segue elenco delle principali personalità che parteciparono al rinnovamento Meiji; alcuni di essi ricoprirono in seguito alte cariche dello Stato tra le quali quella di Primo ministro del Giappone.
- Iwakura Tomomi (1825-1883)
- Takamori Saigō (1827-1877)
- Toshimichi Okubo (1830-1878)
- Takayoshi Kido (1833-1877)
- Inoue Kaoru (1835-1915)
- Matsukata Masayoshi (1835-1924)
- Yamagata Aritomo (1838-1922)
- Kuroda Kiyotaka (1840-1900)
- Itō Hirobumi (1841-1909)
- Ōyama Iwao (1842-1916)
- Saigō Tsugumichi (1843-1902)
- Saionji Kinmochi (1849-1940)

## Effetti
Il rinnovamento Meiji fu il movimento che catalizzò le energie del Giappone verso scelte politiche di modernizzazione e di industrializzazione, che portarono la nazione ad assurgere al rango di potenza economica e militare, sintetizzato nel motto "Ricchezza nazionale e forza militare" (fukoku kyohei: "Paese ricco, esercito forte"), un risultato il cui successo è testimoniato nel 1905 dalla vittoriosa guerra contro la Russia.

### Processo di democratizzazione
Le pubblicazioni emerse durante questo periodo hanno democratizzato l’accesso all’informazione e fornito una piattaforma per dibatti politici, sociali e per il sostegno a ideali democratici, diventando un importante medium a supporto del Movimento per la libertà e i diritti del popolo (自由民権運動?, Jiyū minken undō) e alle sue richieste di istituire una Dieta nazionale.